# Datsue-ba
Datsue-ba (奪衣婆 traducido como "anciana que desgarra vestiduras?) es un personaje de la mitología budista japonesa. Es descrito como una anciana que se sienta a orillas del río Sanzu en el Reino de los Narakas (el infierno budista), en el que tiene la función de dificultar el paso y torturar a las almas que pretenden atravesarlo.

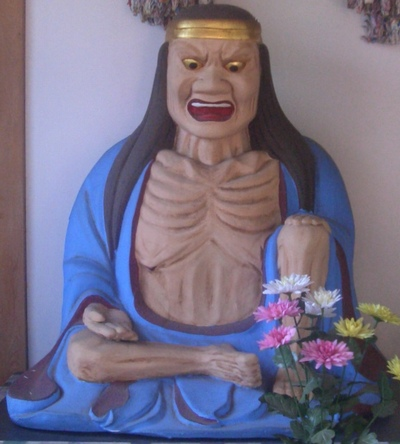
Imagen de Datsue-ba.

Según el folclore del budismo japonés, sobre todo el de las sectas de la Tierra Pura y otras congregaciones de orígenes puramente niponas, las almas de los muertos deben cruzar el río Sanzu. Tradicionalmente se considera que, cuando una persona muere, puede cruzar el río por hasta tres lugares, dependiendo de cómo hayan vivido sus vidas. Debido a que los niños no han podido acumular experiencias para ello, sus almas son incapaces de cruzar. Al pie del río, los niños muertos se topa con la Datsue-ba. Allí, ella les quita la ropa y les ordena juntar un montón de piedras sobre el que escalar para así poder llegar a paraíso. Sin embargo, cada vez que la torre alcanza una altura significativa, la Datsue-ba y los demonios del inframundo la derriban, haciendo que deban volver a empezar. La única esperanza de estos niños es el bodhisattva Jizō, el cual es capaz de pasarlos al otro lado del río escondiéndolos bajo su túnica.
Cuando el alma que desea cruzar es la de un adulto pecador, la Datsue-ba le obliga a desnudarse, y su compañero Keneō cuelga las ropas en una rama de la orilla de forma que refleje por su peso la gravedad de sus pecados. Si el adulto llega sin ropa, la Datsue-ba le despoja de su piel en su lugar. Llegado a este nivel, la anciana somete a los pecadores a distintas torturas dependiendo de sus pecados. A aquellos que roban, por ejemplo, les rompe los dedos, y luego les ata la cabeza a los pies con la ayuda de Keneō.